# Чертковы
Чертко́вы — древний русский дворянский род.
Внесён в VI часть родословных книг Воронежской, Калужской, Московской, Тамбовской и ряда других губерний. Есть ещё несколько дворянских родов Чертковых более позднего происхождения.

## Происхождение
Фамилия произошла от прозвища Ивана Григорьевича Чертка Матвеева. В разрядах (1558) Василий Чертков показан воеводой в Шацке, а Гаврила Иванович Чертков воеводой в передовом полку.
В поручной записи по князе И. Ф. Мстиславском поручились (1571) среди прочих муромский сын боярский Григорий Гаврилович Чертков в 110 рублях и Пётр Григорьевич Чертков в 60 рублях.

## Известные представители
Две основные линии рода происходят от братьев Никиты и Петра Алексеевичей Чертковых, живших в Муроме в начале XVII века.
- Григорий Петрович Чертков († 1657), сын Петра Алексеевича, муромский городовой дворянин (1627—1629)
  - Василий Григорьевич († 1688), в монашестве Варсонофий, митрополит Сарский и Подонский
  - Иван Григорьевич, стольник (1688)
    - Василий Иванович († до 1734), стольник 1686—1692), полковник
      - Александр Васильевич, прапорщик Преображенского полка
        - Евграф Александрович (1735—1797), действительный тайный советник, участник воцарения Екатерины II.
        - Василий Александрович (1730—1790), генерал-майор, член Военной коллегии.
          - Иван Васильевич (1764—1848), генерал-лейтенант, командир лейб-гвардии Преображенского полка.
          - Дмитрий Васильевич (1763—1835), генерал-майор; женат на Любови Петровне Козляниновой
            - Александр Дмитриевич (1800-58), штабс-капитан; женат на кнж. Софии Павловне Мещерской
              - Чертков, Дмитрий Александрович (1824—1872) — камер-юнкер, тарусский уездный предводитель дворянства, попечитель калужских богоугодных заведений.
              - Юлия Александровна (1828—1864), жена князя Петра Петровича Голицына

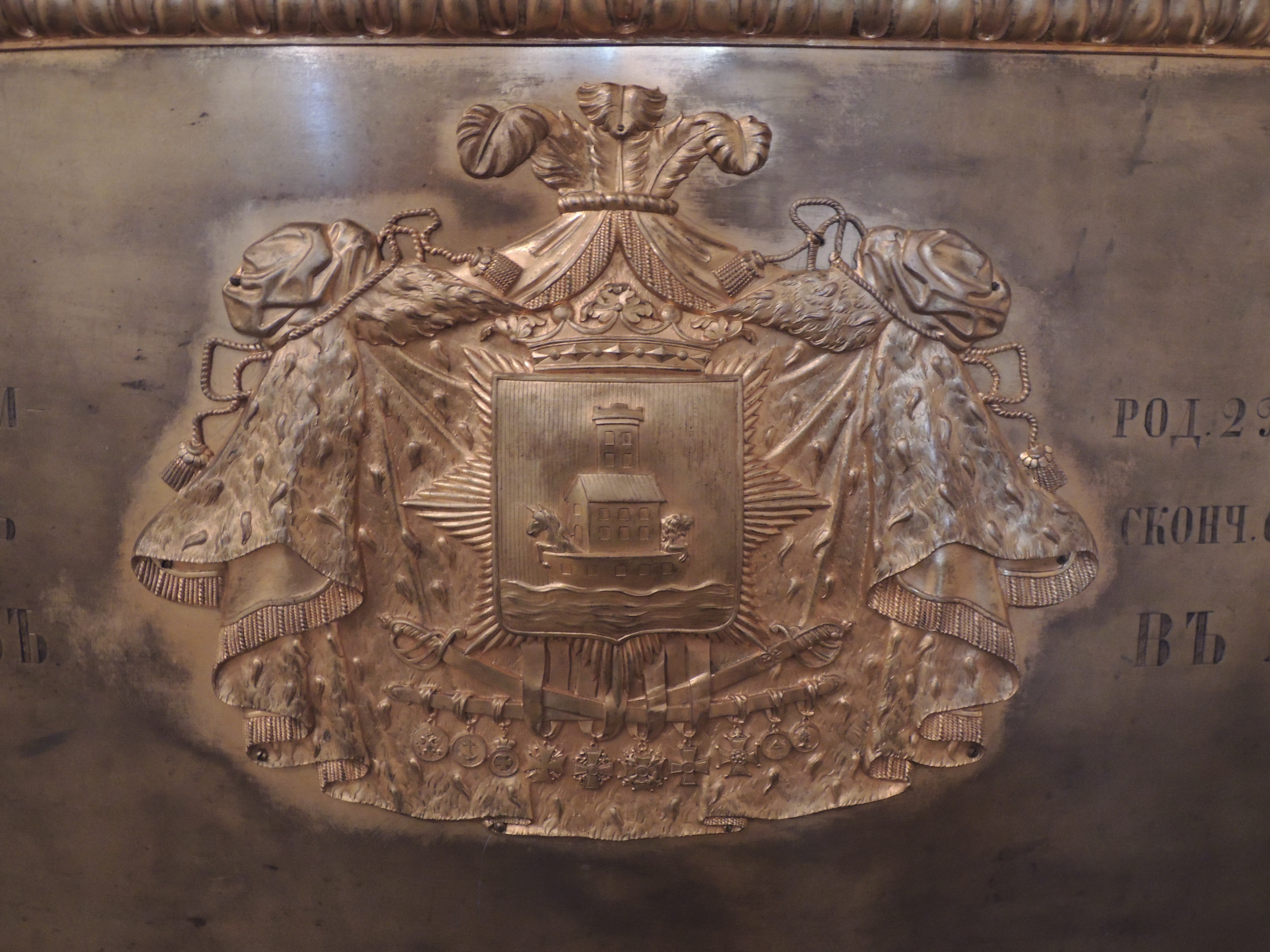
Фамильный герб на надгробии И. Д. Черткова в Благовещенской усыпальнице

Младшая линия Чертковых происходит от троюродного брата митрополита Варсонофия, Василия Владимировича, который имел внука:
- Никита Фёдорович Чертков, каптенармус Преображенского полка; женат на Анне Ивановне Кушниковой
  - Алексей Никитич (1692—1737), флота капитан 1-го ранга, комендант крепости св. Анны; женат на Анне Ивановне Львовой
    - Василий Алексеевич (1726-93), наместник воронежский, харьковский, саратовский; женат на Наталье Дмитриевне Семичевой
      - Анна Васильевна, жена генерал-поручика А. Я. Леванидова
      - Николай Васильевич (1764—1838), действительный статский советник; женат на Наталье Александровне Хрущовой; от него происходит младшая ветвь рода, существующая и поныне
      - Дмитрий Васильевич (1758—1831), воронежский губернский предводитель дворянства; женат на Евдокии Степановне Тевяшёвой, наследнице значительного состояния
        - Екатерина Дмитриевна, жена т.с. П. А. Сонцова
        - Мария Дмитриевна, жена генерала О. Д. Шеппинга
        - Прасковья Дмитриевна, жена генерала И. А. Хрущова
        - Николай Дмитриевич (1794—1852), генерал-лейтенант, основатель Воронежского кадетского корпуса; холост
        - Александр Дмитриевич (1789—1858), московский губернский предводитель дворянства, историк и библиофил, учредитель Чертковской библиотеки; женат на грф. Елизавете Григорьевне Чернышёвой
          - Елизавета Александровна, жена князя А. Н. Голицына
          - София Александровна, жена полковника С. А. Ермолова
          - Григорий Александрович (1832—1900), обер-егермейстер, московский уездный предводитель дворянства; женат на Софье Николаевне Муравьевой
            - Григорий Григорьевич (1872—1938), генерал-майор
            - Александра Григорьевна, жена генерал-майора А. В. Пашкова
            - Вера Григорьевна, жена генерал-лейтенанта Е. А. Гернгросса

        - Иван Дмитриевич (1797—1865), действительный тайный советник, шталмейстер, основатель Сбербанка; женат на грф. Елене Григорьевне Строгановой
          - Григорий Иванович (1828-84), генерал от инфантерии, генерал-адъютант; женат на грф. Елизавете Ивановне Чернышёвой-Кругликовой Лев Толстой за шахматами с Владимиром Чертковым-младшим

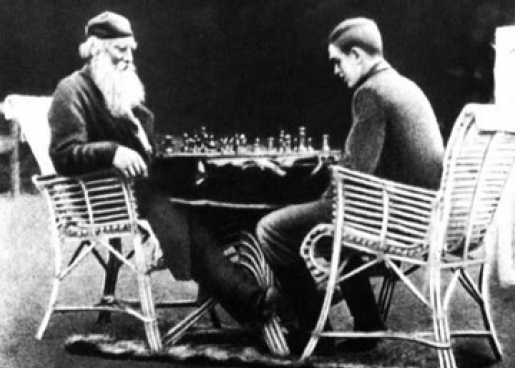
Лев Толстой за шахматами с Владимиром Чертковым-младшим

            - Владимир Григорьевич (1854—1936), общественный деятель, глава толстовского движения; женат на Анне Константиновне Дитерихс
              - Владимир Владимирович (1889—1964), был лишен дворянства и прав на наследство, так как не был крещён; похоронен на 23 участке Введенского кл. Москвы рядом с отцом и матерью

          - Михаил Иванович (1829—1905), атаман войска Донского; женат на Ольге Ивановне Верещагиной
            - Елена Михайловна, жена обер-церемониймейстера графа Д. И. Толстого
            - Татьяна Михайловна, жена генерал-лейтенанта князя Н. Н. Гагарина

          - Александра Ивановна, жена барона М. Л. Боде-Колычёва
          - Елена Ивановна, жена графа М. В. Орлова-Денисова (1-й брак) и графа П. А. Шувалова (2-й брак)

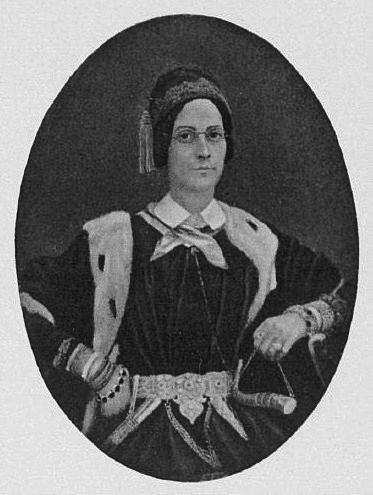
Елизавета Чернышёва-Черткова
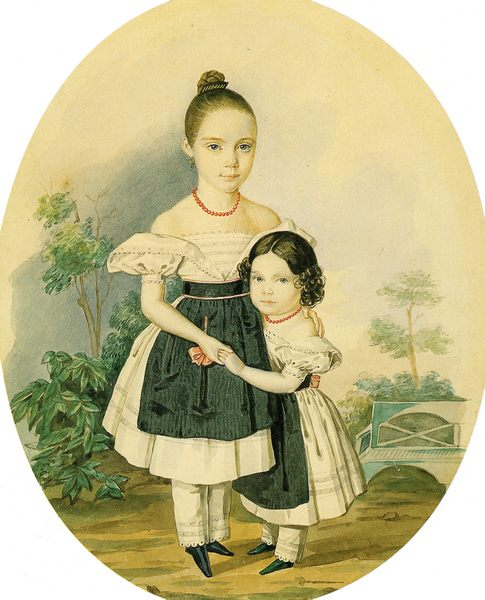
Дочери И. Д. Черткова
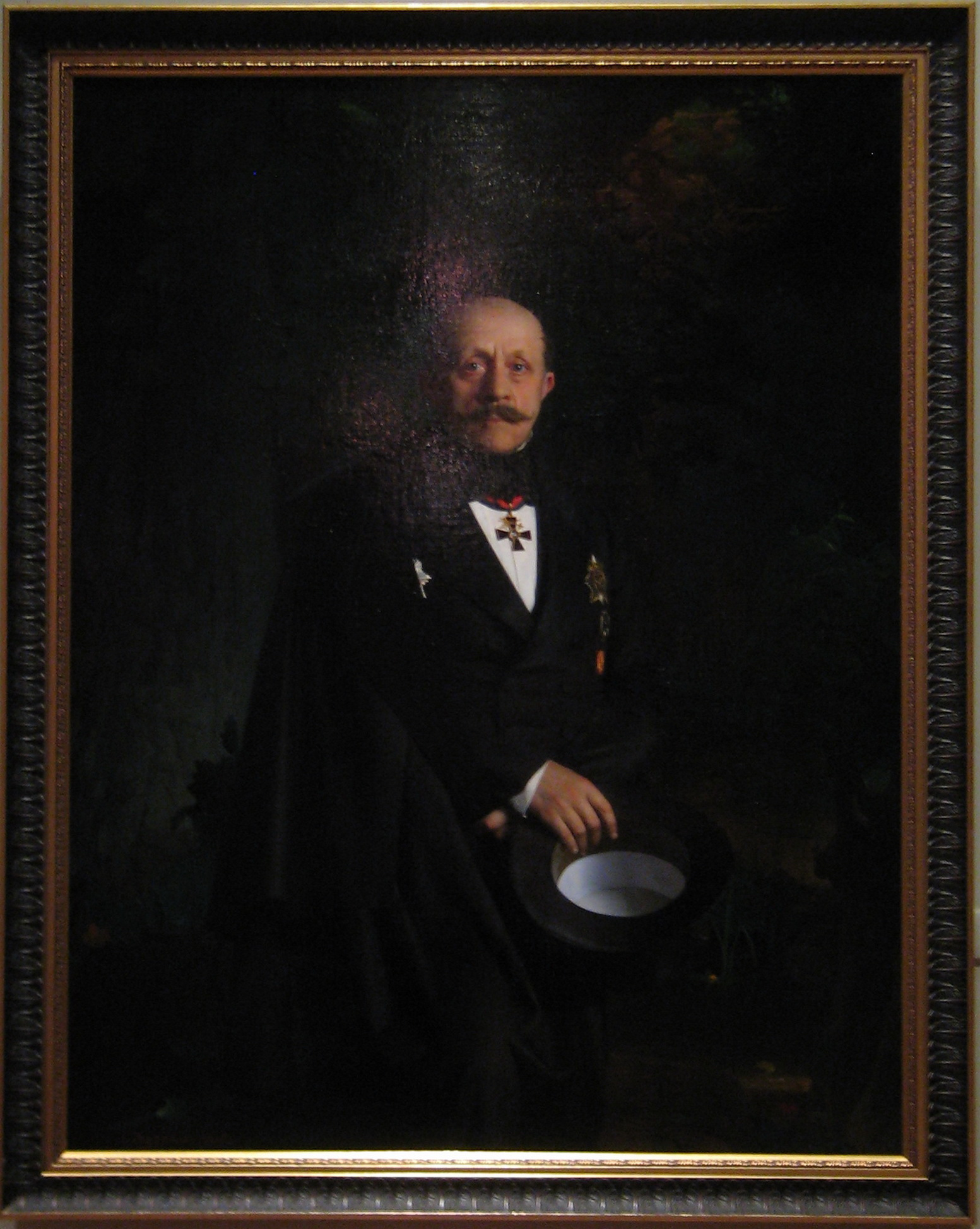
Александр Дмитриевич Чертков
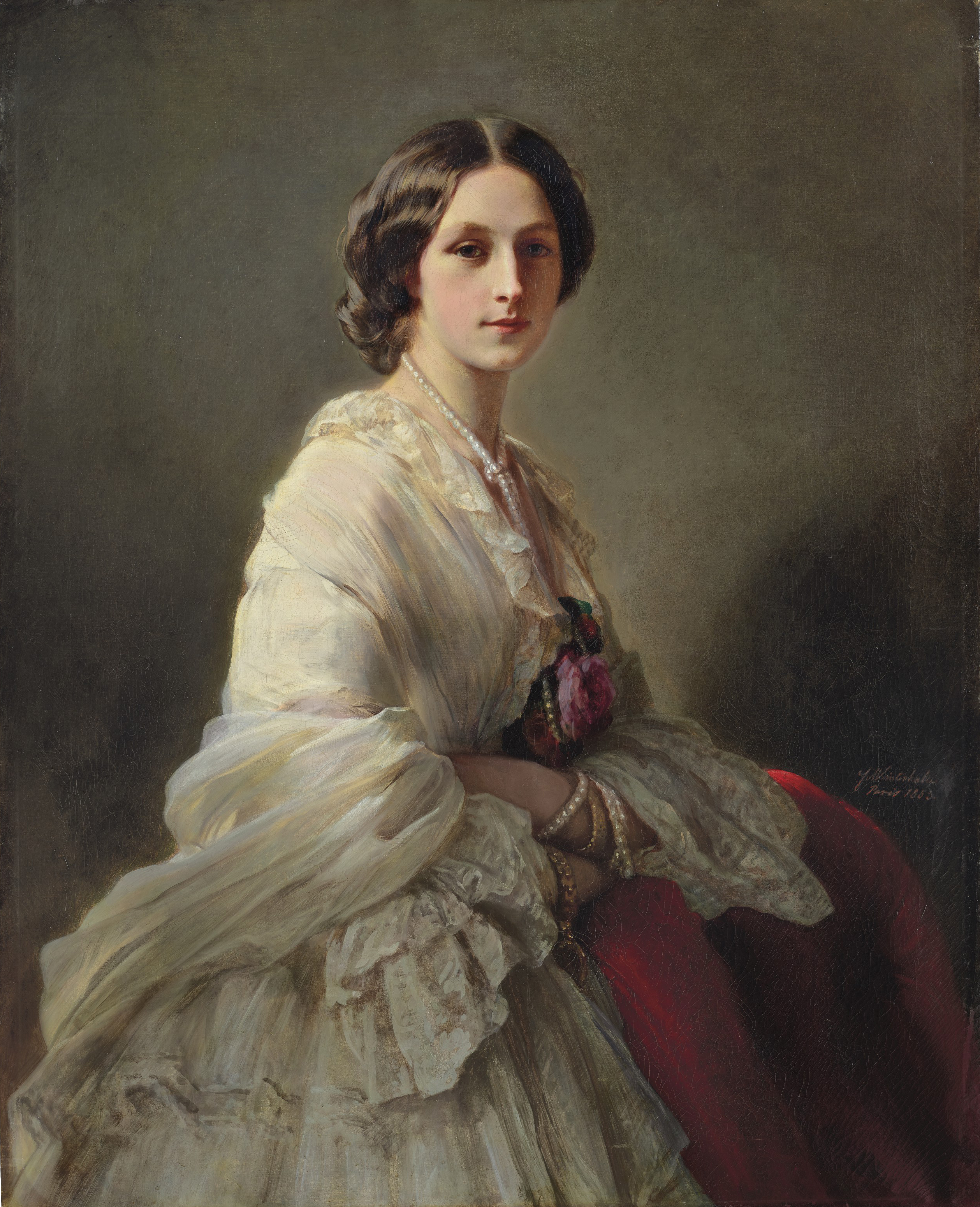
Елена Черткова-Шувалова
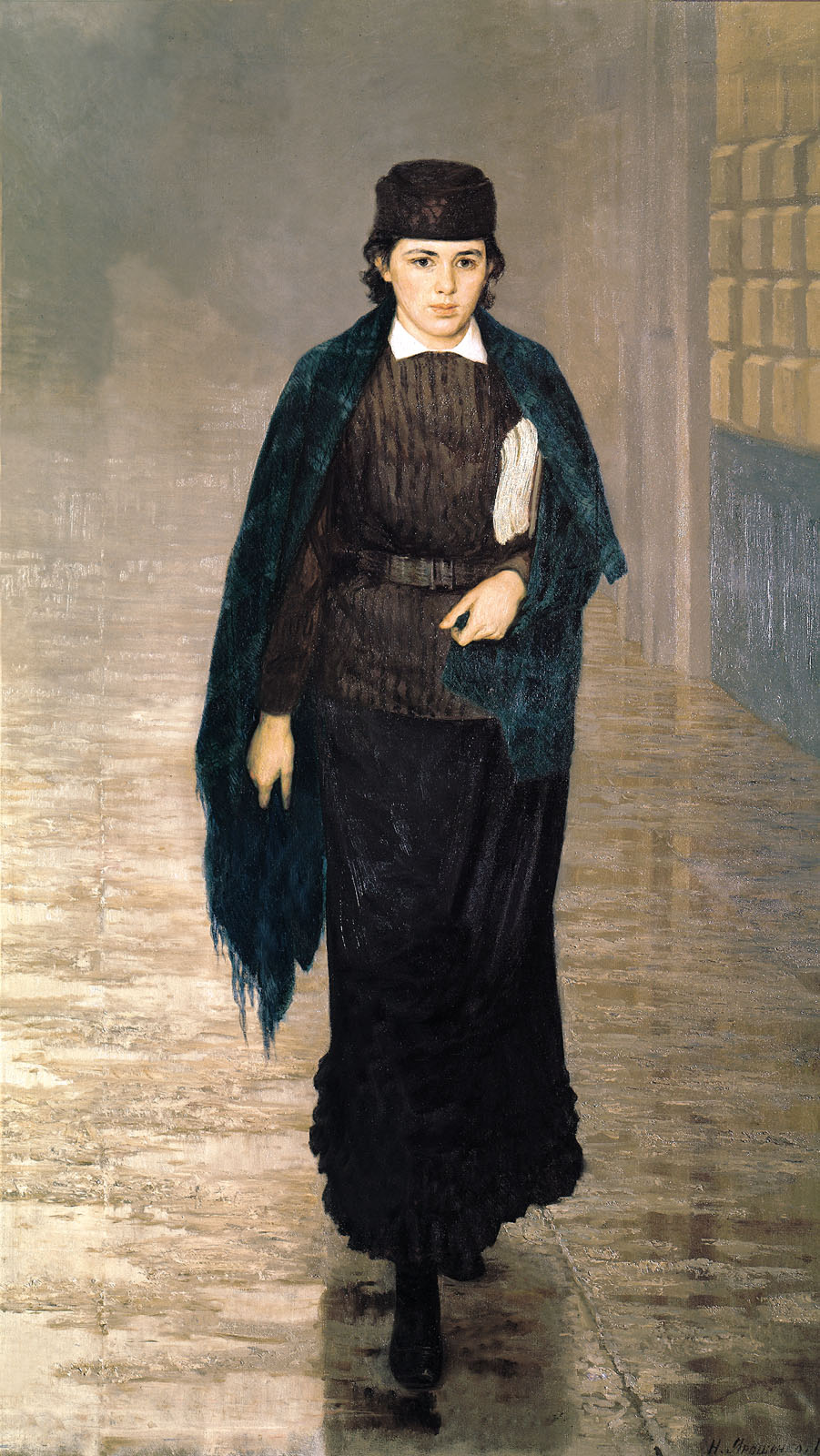
Анна Дитерихс-Черткова